# Pacora (Panama)
Pour les articles homonymes, voir Pacora.
Pacora est un corregimiento de la province de Panama, situé à l'est du canal de Panama et de la ville de Panama.
Pacora a été fondé par un décret de 1892. La population est de 52 494 habitants en 2010.